# Charles Willis
Charles Victor „Vic“ Douglas Willis DSO OBE DFC (* 9. November oder 11. November 1916; † 30. Juli 2006) war ein britischer Luftwaffenoffizier der Royal Air Force, der zuletzt im Range eines Air Commodore zwischen 1962 und 1965 Kommandant des RAF Staff College, Andover war. Aufgrund seiner militärischen Verdienste im Zweiten Weltkrieg wurde er zweimal im Kriegsbericht erwähnt (Mentioned in dispatches).

## Leben

### Pilotenausbildung und Zweiter Weltkrieg
Willis, dessen Vater als Sergeant Major im leichten Infanterie-Regiment Duke of Cornwall’s Light Infantry diente, begann nach dem Schulbesuch im September 1933 eine Ausbildung zum Fluggerätmechaniker an der Technischen Ausbildungsschule 1 (No. 1 School of Technical Training RAF) auf dem Militärflugplatz RAF Halton. Nach deren Abschluss begann er 1936 seine fliegerische Ausbildung als Flight Cadet in der C-Squadron des Royal Air Force College Cranwell, der Offiziersschule der britischen Luftstreitkräfte, und gehörte zur Collegemannschaft im Fußball und Hockey. Zum Abschluss seiner Ausbildung wurde ihm wegen herausragender Leistung die King’s Medal sowie der John Anthony Chance-Memorial Prize verliehen. Im Anschluss wurde er am 30. Juli 1938 als Berufsoffizier (Permanent Commission) in die RAF aufgenommen, zum Leutnant (Pilot Officer) befördert und fand Verwendung als Pilot eines Avro Anson-Tiefdeckeraufklärungsflugzeuges in der auf dem Luftwaffenstützpunkt RAF Bircham Newton stationierten No. 220 Squadron RAF.
Zu Beginn des Zweiten Weltkrieges wurde Willis am 30. Januar 1940 zum Oberleutnant (Flying Officer) befördert und als Pilot und Adjutant des Kommandeurs zum No. 201 Squadron RAF versetzt, einer mit Flugbooten der Typen Saunders-Roe London und später Short Sunderland ausgestatteten Staffel. 1940 wechselte er als Pilot zu der zur Flugzeug- und Flugzeugwaffenforschungsanstalt A&AEE (Aeroplane and Armament Experimental Establishment) gehörenden Instrumentenflug-Ausbildungs- und Entwicklungseinheit BATDU (Blind Approach Training and Development Unit) auf dem Militärflugplatz RAF Boscombe Down. Dort war er an der Arbeit zur Lokalisierung und Identifizierung der Funkleitstrahlen der Aufklärungsflugzeuge der deutschen Luftwaffe beteiligt. Am 1. Januar 1941 wurde Willis erstmals für seine militärischen Verdienste im Kriegsbericht erwähnt (Mentioned in dispatches). Nach seiner Beförderung zum Hauptmann (Flight Lieutenant) am 30. Januar 1941 wurde er Fliegerischer Kommandeur der mit Vickers Wellington-Bombern ausgerüsteten No. 109 Squadron RAF, mit der er während des Afrikafeldzuges an der Operation Crusader teilnahm. Anschließend war er Fliegerischer Kommandeur der No. 162 Squadron RAF auf dem Luftwaffenstützpunkt Kabrit. Während dieser Zeit arbeitete er an der Entwicklung des Funknavigationssystems für Bomber OBOE (Observer Bombing Over Enemy) und wurde für seine fliegerischen Verdienste am 20. Januar 1942 mit dem Distinguished Flying Cross (DFC) ausgezeichnet.
Nach seiner Rückkehr wurde Willis 1942 Fliegerischer Kommandeur der nunmehr mit de Havilland DH.98 Mosquito-Jagdbombern ausgerüsteten No. 109 Squadron RAF und arbeitete an der Weiterentwicklung von OBOE fort. Im Januar 1943 übernahm er seinen ersten Befehlsposten als Kommandeur (Commanding Officer) der No. 192 Squadron RAF, die sich aus Vickers Wellington-Bombern, de Havilland Mosquito-Jagdbombern sowie Handley Page Halifax-Bombern zusammensetzte. Die Staffel war für Einsätze der elektronischen Aufklärung ELINT (Electronic Intelligence) vorgesehen und operierte Anfang 1944 im Verband mit den Einheiten des Bomberkommandos (RAF Bomber Command) zur Sammlung von Informationen, wofür er am 31. März 1944 mit dem Distinguished Service Order (DSO) geehrt wurde. Im März 1944 übernahm er schließlich den Posten als Kommandeur des Luftwaffenstützpunktes RAF Foulsham und verblieb dort bis 1946. Aufgrund seiner militärischen Leistungen wurde er am 1. Januar 1945 zum zweiten Mal im Kriegsbericht erwähnt.

### Nachkriegszeit und Aufstieg zum Air Commodore
Nach Kriegsende wurde Willis 1946 Kommandant der Zentralen Fernmeldeeinrichtung CSE (Central Signals Establishment) und gehörte danach von Dezember 1948 bis 1950 der Luftwaffenmission in Griechenland als Mitglied an. Während dieser Zeit wurde ihm am 9. Juni 1949 das Offizierskreuz des Order of the British Empire (OBE) verliehen und erhielt dort am 1. Juli 1949 auch seine Beförderung zum Oberstleutnant (Wing Commander). Nach seiner Rückkehr nach Großbritannien wurde er 1950 Offizier im Führungsstab des RAF Staff College Bracknell sowie anschließend Offizier im Stab des RAF Bomber Command, ehe er nach seiner Beförderung zum Oberst (Group Captain) am 1. Juli 1956 als Senior Air Staff Officer (SASO) Stabschef der Zentralen Aufklärungseinrichtung CRE (Central Reconnaissance Establishment) wurde.
Am 18. November 1959 übernahm Willis den Posten als Kommandeur des auf Malta gelegenen Luftwaffenstützpunktes RAF Luqa, ehe er am 24. September 1962 zum Air Commodore befördert wurde und als Nachfolger von Air Commodore Noel Hyde Kommandant des RAF Staff College, Andover wurde. Am 3. März 1965 schied er auf eigenen Wunsch vorzeitig aus dem aktiven militärischen Dienst aus und wurde als Kommandant des RAF Staff College Andover durch Air Commodore Derek Hodgkinson abgelöst.
Nach seinem Eintritt in den Ruhestand war er in der Wirtschaft tätig und unter anderem Vorsitzender der West Midland Engineering Employment Association. Willis war zweimal verheiratet. In erster Ehe heiratete er im Oktober 1941 die Pilotin Flight Officer Margaret Parry, Tochter eines Admirals. Aus dieser Ehe ging ein Sohn hervor. In zweiter, kinderlos gebliebener Ehe war er mit Margaret Dunne verheiratet.